# Rubinho
Rubens Fernando Moedim (São Paulo, 4. kolovoza 1982.) bivši je brazilski nogometaš koji je igrao na poziciji vratara.

## Klupska karijera
Rubinho svoju karijeru započinje u brazilskom Corinthiansu gdje provodi svoje prve 4 profesionalne sezone. U siječnju 2006. potpisuje za portugalsku Vitóriu Setúbal gdje pomaže svom klubu da završi na solidnom 8. mjestu.
Na ljeto 2006. seli u Italiju, točnije u Genou gdje dobiva priliku biti prvi golman odmah po dolasku. S Genom uspijeva izboriti promociju u Serie A uz Juventus i Napoli kada je branio u 29 ligaških utakmica.
6. kolovoza 2009. Rubinho prelazi u Palermo te potpisuje petogodišnji ugovor u transferu koji je uključivao Marca Ameliu koji je prešao u Genou. Već sljedeće godine posuđen je Livornu nakon što mu je mladi Salvatore Sirigu preoteo poziciju broj 1 u klubu.
2010. godine blizu je posudbe u Chievo no pregovori su u zadnji trenutak propali te ga Palermo posuđuje tadašnjem drugoligašu Torinu. Iako je Sirigu odbio potpisati novi ugovor s Palermom, Rubinho je izgubio i poziciju drugog golmana u momčadi te će 16. prosinca 2011. odlučio raskinuti ugovor sa sicilijanskim klubom.
Rubinho zatim trenira s prvom momčadi Gremio Baruerija te odlazi na probu u Varese gdje čak i potpisuje ugovor, no na kraju ništa nije bilo od toga.

### Juventus
29. kolovoza 2012. Juventus odlučuje dovesti Rubinha na poziciji trećeg golmana u momčadi nakon što su posudili mladog Nicolu Lealija drugoligašu Lancianu. Rubinho prolazi liječničke preglede nekoliko dana prije potpisivanja ugovora te postaje novim igračem talijanskog prvaka s kojime je potpisao jednogodišnji ugovor.

## Reprezentativna karijera
Rubinho je predstavljao Brazil na svjetskom prvenstvu za mlade 2001. godine kada je bio prvi golman te su ga mediji prozvali budućim velikim igračem.

## Privatni život
Rubinhov stariji bra, Zé Elias, također je bio profesionalni nogometaš. Igrao je na poziciji veznog igrača te je promijenio 15-ak klubova u 16 godina dugoj karijeri, a igrao je u najzvučnije talijanskom Interu i njemačkom Bayer Leverkusenu.

## Vanjske poveznice
- Profil na Transfermarktu
- Profil na Soccerwayu